# Domenico Kappler
Domenico Kappler (Roma, 8 agosto 1959) è un politico italiano.

## Biografia
Laureato in ingegneria, svolge l'attività di ingegnere, è sposato ed ha una figlia.
Alle elezioni politiche del 2001 è candidato al Senato della Repubblica, nel collegio uninominale n° 21 (Marino-Colleferro-Frascati), in quota AN, venendo sostenuto dai partiti della Casa delle Libertà, seppur sconfitto dal candidato de l'Ulivo Severino Lavagnini, grazie al meccanismo del recupero proporzionale viene comunque eletto senatore.
È membro della 4ª Commissione permanente (Difesa), della 6ª Commissione permanente (Finanze e tesoro), della 9ª Commissione permanente (Agricoltura e produzione agroalimentare), della Comm. spec. esame ddl di conversione di decreti legge.
Alle successive elezioni politiche del 2006 è ricandidato al Senato della Repubblica, in regione Lazio, nelle liste di Alleanza Nazionale (in settima posizione), risultando il primo dei non eletti.
Alle elezioni anticipate del 2008 è candidato alla Camera dei Deputati, nella circoscrizione Lazio 1, nelle liste del Popolo della Libertà (in ventiseiesima posizione), risultando il quarto dei non eletti.
Non è ricandidato alle elezioni politiche del 2013.
Nel 2013 aderisce a Fratelli d'Italia - Alleanza Nazionale.